# Joséphin Péladan
Joséphin Péladan, znany też jako Sâr Péladan (ur. 28 marca 1858 w Lyonie zm. 27 czerwca 1918 w Neuilly-sur-Seine) – powieściopisarz francuski i martynista.
Utrzymywał, że pewien babiloński król pozostawił jego rodzinie tytuł "Sâr". Péladan jest autorem powieści, w której elementy okultystyczne przeplatają się z motywami koncepcji różokrzyżowców. Lektura tej powieści rozbudziła zainteresowanie okultyzmem u francuskiego poety Stanislasa de Guaita. De Guaita i Péladan osobiście poznali się w Paryżu i w roku 1884 postanowili odbudować Bractwo Różokrzyżowców - L'Ordre Kabbalistique de la Rose-Croix.